# Konfiskace majetku lichtenštejnských občanů

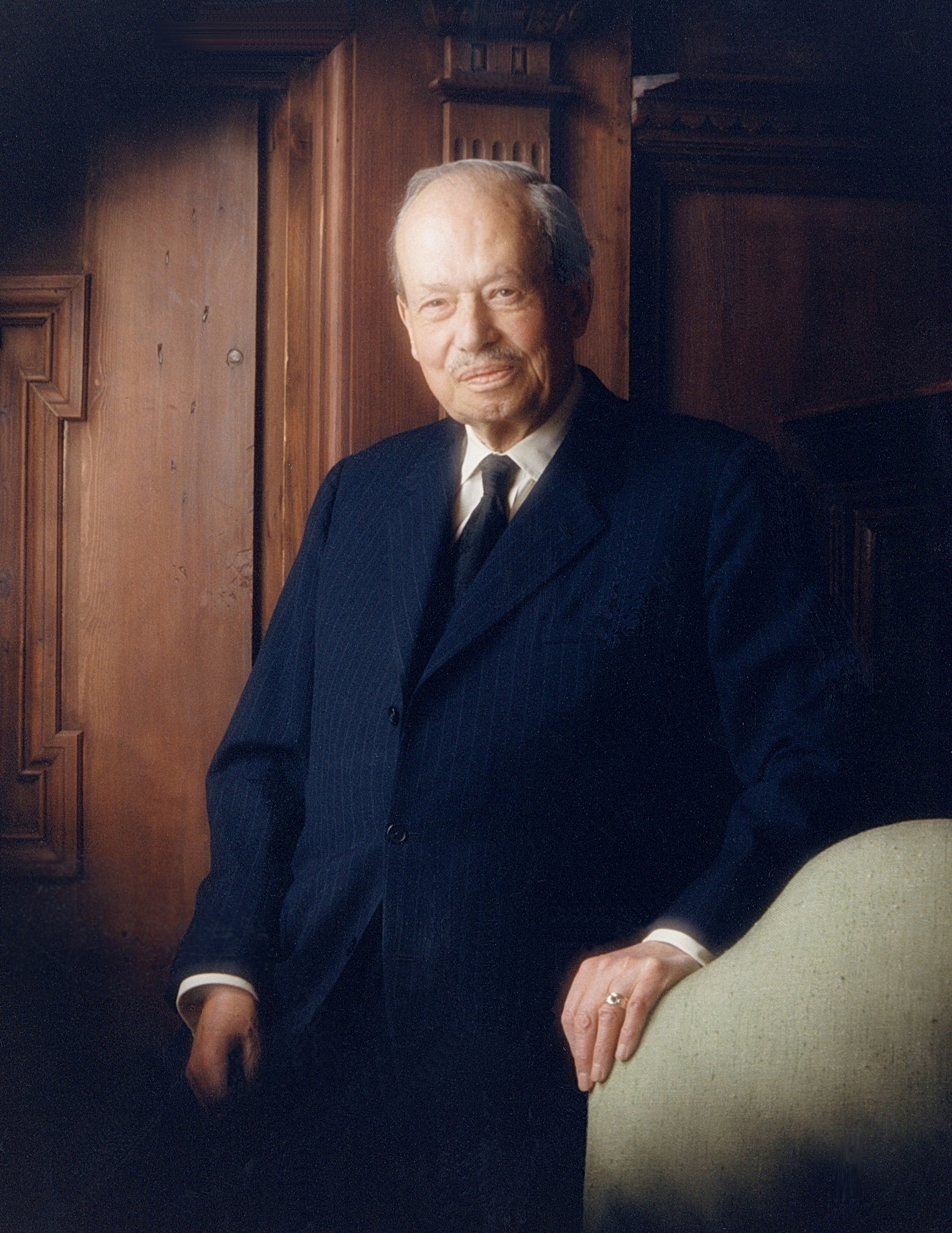
Lichtenštejnský kníže František Josef II.

Konfiskace majetku lichtenštejnských občanů v roce 1945 je jedním z citlivých témat novodobé historie Československa a České republiky. Jde zejména o konfiskaci majetku knížecího rodu Liechtensteinů. Kromě osmi členů vládnoucího rodu přišlo o majetek i dalších 30 občanů Lichtenštejnského knížectví. Tuto dějinnou událost podrobně prozkoumala společná česko-lichtenštejnská komise historiků, která byla vytvořena vládami obou zemí po obnovení diplomatických styků, ke kterému došlo 18. září 2009.
Lichtenštejnská vláda se nevzdala nároků svých občanů, rovněž vládnoucí kníže Hans Adam II. se nevzdal nároků svého rodu. Nejedná se o vnitrostátní, ale mezinárodní problém, kam vstupuje mezinárodní právo. Benešovy dekrety neměly být podle názoru knížete Hanse Adama II. na majetek lichtenštejnských občanů uplatněny.

## Neutralita Lichtenštejnska za obou světových válek
Lichtenštejnské knížectví zrušilo svou armádu v roce 1868 a od té doby bylo ve všech konfliktech neutrální zemí. Jako malá země, jejíž teritorium nelze ani vojensky bránit, se musí spoléhat na respektování své neutrality. Také po celou druhou světovou válku dodržovalo Lichtenštejnsko přísnou neutralitu. Protože po první světové válce knížectví uzavřelo celní a měnovou unii se Švýcarskem, jehož pohraniční a celní stráž hlídala a dodnes hlídá jeho hranice, dodržovalo i předpisy svého rovněž neutrálního souseda.
Ve dnech 2.–3. března 1939 vykonal kníže František Josef II. zdvořilostní státní návštěvu v Berlíně, kde se setkal s ministry říšské vlády i s Adolfem Hitlerem. Krátce po této návštěvě se 24. března 1939 pokusilo Národně-socialistické hnutí v Lichtenštejnsku o státní převrat, ale neuspělo a jeho význam výrazně klesl. Naprostá většina obyvatel se postavila za knížete a vyslovila se pro neutralitu a nezávislost své země.
Další anexe knížectví hrozila v srpnu 1943 v souvislosti s nakonec nerealizovaným plánem únosu papeže Pia XII. z Vatikánu a jeho usídlením ve Vaduzu pod kontrolou Třetí říše. Kníže, jeho vláda a parlament uhájili nezávislost Lichtenštejnska, ale Vaduz byl u nacistů neustále v podezření, že provádí špionáž proti Německu. Styky se Spojenci udržovalo knížectví přes Švýcarsko. Lichtenštejnsko také poskytlo v letech 1933–1944 pomoc asi 400 uprchlíkům, z nich bylo 125 židovské národnosti. 165 uprchlíků z nacisty ovládaného původního Rakouska bylo ale vráceno zpět.
Jak ukázala práce mezinárodního týmu šesti historiků, lichtenštejnská knížecí rodina během Druhé světové války na svých pozemcích zneužívala práce zotročených lidí z koncentračního tábora Strasshof a skupovala majetek ukradený Židům jak v bývalém Rakousku, tak i v bývalém Československu.

## Konfiskace majetku občanů Lichtenštejnska
Ještě před osvobozením působil na švýcarském generálním konzulátu v Praze jako zmocněnec knížete princ Karel Alfréd (1910–1985). Zatímco neutrální Lichtenštejnsko počítalo s pokračováním diplomatických styků s Československem hned po jeho osvobození, již počátkem roku 1945 mělo signály, že Československo si jejich obnovení nepřeje. Exilová vláda totiž pod tlakem komunistů a jimi vnuceného tzv. Košického vládního programu již v té době plánovala konfiskaci majetku občanů německé národnosti, mezi které zařadila i občany Lichtenštejnska.
V únoru 1945 Československo obnovilo diplomatické styky se Švýcarskem, které v březnu 1939 uznalo jeho okupaci, ale s Lichtenštejnskem je neobnovilo.
Když hrozila konfiskace majetku Liechtensteinů v Československu, švýcarský generální konzul v Praze Albert Huber upozornil dne 19. 6. 1945 československé ministerstvo zahraničních věcí, že by šlo o zásah proti hlavě nezávislého státu. Ministerstvo si v té době bylo vědomo zahraničně-politických rizik, zejména pak toho, že konfiskace majetku bez náhrady by ve Švýcarsku a na Západě „…mohla vyvolat nesprávný a zkreslený dojem o poměrech u nás“.
Majetek knížete Františka Josefa II. a dalších členů rodiny byl zkonfiskován na základě dekretů prezidenta republiky. Vyhláškou Okresního národního výboru v Olomouci ze dne 30. 7. 1945 č. 470 byl František Josef II. z "Lichtenštejnů" označen podle § 1 odst. 1 písm. a) dekretu prezidenta republiky č. 12/1945 Sb., za osobu "německé národnosti". Proti vyhlášce, podle poučení, mohl jmenovaný uplatnit nárok na "výjimku" z konfiskace podle § 1 odst. 2 dekretu prezidenta republiky u Okresního národního výboru v Olomouci, a to do 15 dnů ode dne vyvěšení vyhlášky.
Kníže František Josef II. podal stížnost proti vyhlášce prostřednictvím svého generálního zmocněnce, kterým byl jeho mladší bratr Karel Alfréd. Protestoval, že byl označován za Němce s účinky konfiskace zemědělského majetku a že vyhláška nebyla doručena ani jemu, ani jeho zmocněncům v Československu, a proto je podle něj právně neúčinná. Také namítal, že vyhláška neobsahovala poučení o opravném prostředku.
Lichtenštejnský kníže také namítal, že byl zcela svévolně označen jako "osoba německé národnosti" ve smyslu § 2 dekretu č. 12/1945 Sb., a také, že se nikdy při žádném sčítání lidu v rozhodném období po roce 1929 nepřihlásil za příslušníka německé národnosti a nebyl také nikdy členem politické strany nebo formace, které sdružovaly občany německé národnosti. Většina členů rodiny Liechtensteinů v době sčítání lidu odjela z Československa, protože jako národnost nemohli uvést, že jsou „Lichtenštejnci“ (byli občany Lichtenštejnska). Kníže se v této době tedy prokazatelně nacházel mimo území ČSR. V pražském Národním archivu je možné si prohlédnout sčítací formulář ze sčítání lidu z roku 1930, z něhož je patrné, že sčítací arch je vadný: nepodepsala ho hlava knížecího rodu, nýbrž řadový úředník z lichtenštejnské správy. Tato okolnost činí sčítací arch bez předložení a podpisu hlavou domácnosti jednoznačně neplatným. Neplatnost sčítacího formuláře však byla československými úřady ignorována a použily jej jako podklad pro nakládání s lichtenštejnskými občany jako s etnickými Němci, což znamenalo, že spadali pod Benešovy dekrety a jejich majetek byl následně v roce 1945 zabaven.
Na zavedení národní správy a hrozbu následné konfiskace majetků reagoval kníže prostřednictvím svého právního zástupce JUDr. Emila Sobičky v Praze. Profesor JUDr. František Weyr (spoluautor československé ústavy) pak pro něj vypracoval v letech 1945 a 1947 právní posudky, které zcela odmítaly konfiskaci pro rozpor s dobovým právem. Základní argumenty Liechtensteinů proti konfiskaci lze shrnout takto:
1. Majetek panujícího knížete je majetkem hlavy cizího státu uznaného Československem;
2. Členové lichtenštejnského rodu se nikdy vědomě a dobrovolně nepřihlásili k německé národnosti, užívají sice německého jazyka, ale jsou občany Lichtenštejnska
3. Lichtenštejnsko bylo ve válce neutrální, jeho občané se proto nemohli aktivně zúčastnit boje za zachování celistvosti a osvobození Československé republiky
4. Konfiskace odporuje vnitrostátnímu právu Československa a rovněž také mezinárodnímu právu.

V čele správy lichtenštejnských majetků byl i za protektorátu Čech JUDr. František Svoboda, jehož úřad sídlil v Olomouci. Naprostou většinu knížecích zaměstnanců tvořili Češi (191 z 215), na ústředním ředitelství pracovalo 12 Čechů a 11 Němců. Princ Karel Alfréd mnohokrát intervenoval ve prospěch českých zaměstnanců u protektorátních a německých úřadů, včetně gestapa. Lichtenštejnská správa vědomě ignorovala některá okupační nařízení a např. vyplácela mzdy zaměstnancům odsouzeným za protinacistickou činnost a jejich rodinám vyplácela finanční podporu. Přesto komunisty ovládané poválečné instituce lživě tvrdily (jak bylo v této době zvykem), že knížecí správa byla plná nacistů.
Horšící se situace přiměla v červnu 1945 vrchního ředitele Františka Svobodu k návštěvě sekčního šéfa ministerstva zemědělství Jiřího Koťátka (který byl za války v Moskvě). Ten Svobodovi řekl, že vláda je připravena jmenovat národního správce, který ukončí anarchii v ústředním ředitelství v Olomouci, kde dosud pracují i Němci. Svobodovy námitky odmítl se slovy: „Právní stav nás nezajímá, neřešíme ho, je to záležitost ministerstva zahraničí. Zůstáváme pevní bez ohledu na to, že vlastník je příslušníkem neutrálního státu, suverénem, a že v jeho prospěch intervenují západní strýčkové.“

## Úvahy o odškodnění lichtenštejnských občanů
Právní rozbor ministerstva zahraničí ze 7. listopadu 1945 ale považoval vyvlastnění majetku knížecího rodu bez náhrady za neudržitelné a předpokládal, že Československo bude muset Liechtensteinům zaplatit finanční náhradu. Sympatie jim vyjadřovali národní socialisté. Koaliční partneři komunistů v Národní frontě si ale kvůli Liechtensteinům nechtěli pálit prsty. Z mnoha dochovaných dobových písemností československých úřadů je patrné, že si byly dobře vědomy nezákonného postupu a ministerstvo zahraničí i financí počítalo s odškodněním lichtenštejnských občanů. To ale kategoricky odmítala komunisty ovládaná ministerstva vnitra a zemědělství. Když se komunistický ministr zemědělství Julius Ďuriš dozvěděl v létě 1947, že Nejvyšší správní soud se chystá zrušit všechny konfiskace majetku lichtenštejnských občanů jako nezákonné, prosadil odložení veřejného jednání soudu na "neurčito".
Po interních právních analýzách, intervencích švýcarského vyslance a názoru ministerstva spravedlnosti a referentů Nejvyššího správního soudu dospěly československé úřady v únoru 1948 k závěru, že lichtenštejnské občany bude nutné přece jen finančně odškodnit. Jednalo se jen o výši odškodnění. Komunistický převrat tomu ale zabránil. V roce 1951 pak Nejvyšší správní soud v novém složení komunistickému režimu loajálních soudců na neveřejném jednání odmítl odvolání knížete Františka Josefa II. z Liechtensteinu proti konfiskaci jeho majetku. Stejně dopadla i odvolání ostatních občanů Lichtenštejnska.
Příznačné je, že s občany neutrálního Lichtenštejnska se nejednalo spravedlivě, jak ukazuje odlišná praxe československých úřadů u občanů Švýcarska, USA a dalších států, kteří hovořili německým jazykem. U občanů těchto zemí se jejich německá národnost ignorovala. Podle oběžníku ministerstva vnitra č. 5 z 25. srpna 1945 byly úřady upozorněny, že např. u občanů Švýcarska se rozlišuje pouze jedna národnost, a to švýcarská a mateřský jazyk nemá podle místních zákonů žádný význam (ačkoliv se ve Švýcarsku rozlišují čtyři národnosti a jazyky, včetně německého). Paradoxní je, že občané Rakouska se později dočkali odškodnění za zkonfiskované majetky, ačkoliv měli německou národnost a muži bojovali v ozbrojených silách Třetí říše (pokud se neprovinili proti ČSR).
Konfiskace majetku Liechtensteinů v ČSR znamenala pro ně okamžitou ztrátu 80–90 % jejich majetku, což dopadlo na rozpočet rodu i na financování státního rozpočtu Lichtenštejnska. Také majetek rodu v Rakousku byl těžce poškozen a navíc do roku 1955 ležel v sovětské okupační zóně. Kníže František Josef II. byl v 60. letech nucen prodat část pozemků v Rakousku a některá cenná umělecká díla. Z vážných finančních problémů se Lichtenštejnsko a Liechtensteinové dostali až koncem 60. let 20. století díky hospodářským reformám, podporujícím rozvoj průmyslu a služeb. Průmysl a bankovnictví se staly motorem růstu životní úrovně v zemi. Po roce 1970 se podařilo dát do pořádku i majetky rodu v Rakousku, které byly poškozeny válečnými událostmi a sovětskou okupační správou (např. zničený a vyrabovaný zámek Neue Liechtenstein u Vídně).
Kromě osmi členů vládnoucí dynastie, včetně hlavy neutrálního spřáteleného státu knížete Františka Josefa II., bylo konfiskací majetku postiženo dalších 30 občanů Lichtenštejnska. Mezi nimi byl největší majetek zabaven bankéři židovského původu Johannu Alexandrovi baronu von Königswarter (1890-1950?). Ten po antisemitských útocích v Německu přijal v roce 1930 lichtenštejnské občanství. Na území ČSR vlastnil zámek a velkostatek Šebetov severně od Brna (4000 hektarů). Občanství neutrálního Lichtenštejnska mu za okupace na území protektorátu nejprve zachránilo život a majetek (gestapo ho několikrát vyslýchalo, musel opustit zámek). Na základě lichtenštejnského občanství byl ale v roce 1945 označen za Němce a veškerý majetek mu byl zkonfiskován (zámek Šebetov byl vyrabován německou i Rudou armádou) a baron byl jako „Němec“ odsunut do Rakouska, kde v nuzných podmínkách zemřel.
|    | Jméno                                          | Poznámka |
| -- | ---------------------------------------------- | --- |
| 1  | Baronka Hedwig von Berg und Wurmbrand-Stuppach | pozemky v Šahách a Drienovu, 2900 ha                                                                                                |
| 2  | Dr. Albert Bloch                               | bankovní aktiva |
| 3  | Ida Brändle                                    | podíl na hotelu Zlatý lev v Karlových Varech                                                                                        |
| 4  | Marie de Charmant                              | 20% podíl v Šuranském cukrovaru |
| 5  | Pierre de Charmant                             | společný podíl s č. 4 |
| 6  | Baronka Antonia von Falz-Fein                  | šperky, bankovní vklad v Novém Mestě nad Váhom                                                                                      |
| 7  | Maria von Frankl                               | 50% podíl v otcovském zámku a pozemcích ve Veľkých Šarovcích                                                                        |
| 8  | Gertrud Hartmann                               | 50% podíl v rodinném podniku Josef Hilpert Glasperlenfabrik v Nové Vsi nad Nisou                                                    |
| 9  | Dorothea von Janotta                           | zámek a statek Štemplovec, bankovní aktiva, státní dluhopisy, stříbro                                                               |
| 10 | Baron Johann Alexander von Königswarter        | zámek a statek Šebetov, 4000 ha pozemků, bankovní aktiva, šperky                                                                    |
| 11 | Princ Alois z Liechtensteinu                   | zámek a statek Velké Losiny, 5800 ha pozemků, cenné papíry, podíly na 9 firmách                                                     |
| 12 | Kníže František Josef II. z Liechtensteinu     | cca 69 000 ha pozemků, zámky Lednice, Valtice a další, cenné papíry, bankovní vklady, umělecká díla, 10 firem a podíly v 26 firmách |
| 13 | Princ Bedřich z Liechtensteinu                 | cenné papíry |
| 14 | Princezna Irma z Liechtensteinu                | cenné papíry |
| 15 | Princ Emanuel z Liechtensteinu                 | společně s bratrem Janem zámek a statek Nové Zámky (Zahrádky), 2000 ha pozemků                                                      |
| 16 | Princ Jan z Liechtensteinu                     | společně s bodem 15 |
| 17 | Princezna Ludmila z Liechtensteinu             | pozemky v Mělníku-Pšovce, Hoštejně, Čížové, celkem cca 5300 ha pozemků                                                              |
| 18 | Princezna Olga z Liechtensteinu                | pozemky a budovy na Vambersku, cenné papíry, bankovní aktiva                                                                        |
| 19 | Franziska Näscher                              | nemovitost v Opavě |
| 20 | Dr. Hans Nissl                                 | společně s bodem 21, nájemní dům v Českých Budějovicích, cenné papíry                                                               |
| 21 | Renate Nissl                                   | společně s bodem 20 |
| 22 | Alfred Nitsche                                 | společně s bodem 23 a 24, nemovitost v Karlových Varech, statek v Horním Slavkově, továrna na žiletky                               |
| 23 | Melanie Nitsche                                | společně s bodem 22 a 24 |
| 24 | Günter Nitsche                                 | společně s bodem 22 a 23 |
| 25 | Harriet Nottebohm                              | cenné papíry, společně s bodem 26                                                                                                   |
| 26 | Hermann Nottebohm                              | společně s bodem 25 |
| 27 | Baronka Marie von Reitzes-Marienwert           | akciový podíl v cukrovaru v Nitře                                                                                                   |
| 28 | Adolf Risch                                    | obchod s dřevem a uhlím v Piešťanech                                                                                                |
| 29 | Gertrud Schädler                               | cenné papíry |
| 30 | Stefanie Marianne Schädler                     | cenné papíry |
| 31 | Albin Seemann                                  | nemovitost v Bratislavě, vkladní knížka                                                                                             |
| 32 | Peter Seemann                                  | totéž s bodem 31 |
| 33 | Minka Strauss                                  | majetkový podíl na statku Štrkovec, Šoporňa, 828 ha pozemků                                                                         |
| 34 | Olga Tomala                                    | obligace, akcie |
| 35 | Anton Wanger                                   | cenné papíry, automobil Škoda |
| 36 | Antonie Weiss                                  | bankovní aktiva v Jablonci nad Nisou                                                                                                |
| 37 | Hrabě Ferdinand Wilczek                        | akciové podíly v důlních podnicích na Ostravsku                                                                                     |
| 38 | Hraběnka Mignon Wurmbrand-Stumpach             | společně s bodem 1 |